# Brug 2108
Brug 2108 is een vaste brug in Amsterdam-Noord.
De brug is gelegen is een naamloos voet- en fietspad. Genoemd pad zorgt voor de verbinding tussen de stedelijke bebouwing van Amsterdam-Noord met de Volendammerweg enerzijds en het agrarisch gebied Landelijk Noord met de Poppendammergouw en Nieuwe Gouw anderzijds. Zelfs in de wegnamen zit een cultuurverschil; de straat met huizen, de gouw met boerderijen. De scheidslijn tussen deze totaal verschillende gebieden wordt gevormd door de Rijksweg 10 (ringweg) en summiere bebouwing ten behoeve van een tuin- en sportcomplex ten noordoosten daarvan. Komend vanuit de Volendammerwegbrug in die ringweg lopen of fietsen weggebruikers vrijwel direct de landerijen in. Het pad kon naamloos blijven omdat er geen bebouwing aan gelegen is. De brug maakt deel uit van een uitgestrekte infrastructuur voor voetgangers en fietsers in landelijk gebied.
De verbinding tussen straat en gouw werd gevormd door een weggetje over een dam tussen twee geschieden watergebieden. Ten oosten van die dam lag een brede waterweg, ten westen een stelsel van sloten. In 2013/2014 werd een deel van de landerijen ten westen van de brug onder water gezet waarbij kennelijk de waterscheiding overbodig raakte. In de dam werd een doorbraak gegraven waarbij over die doorbraak een eenvoudige brug werd neergelegd. De brug heeft de uiterlijke kenmerken van meerdere bruggen in Landelijk Noord. In dat gebied werden vanuit de historie bruggen als witte accenten in het landschap neergezet. Dit geldt dan ook voor brug 2108. De brug is grotendeels van hout.
2100 · 2102 · 2103 · 2105 · 2106 · 2107 · 2108 · 2109 · 2110 · 2111 · 2112 · 2113 · 2114 · 2115 · 2120 · 2121 · 2125 · 2127 · 2128 · 2129 · 2130 · 2131 · 2132 · 2133 · 2134 · 2135 · 2136 · 2137 · 2138 · 2139 · 2140 · 2141 · 2142 · 2143 · 2144 · 2145 · 2146 · 2147 · 2148 · 2149 · 2150 · 2151 · 2152 · 2153 · 2154 · 2155 · 2156 · 2157 · 2158 · 2159 · 2160 · 2161 · 2162 · 2163 · 2164 · 2165 · 2166 · 2167 · 2168 · 2169 · 2170 · 2171 · 2172 · 2173 · 2174 · 2175 · 2176 · 2178 · 2179 · 2180 · 2181 · 2182 · 2183 · 2184 · 2185 · 2186 · 2188 · 2189 · 2190 · 2191 · 2192 · 2193 · 2194 · 2195 · 2196 · 2197 · 2198 · 2199
Overige brugnummers zijn niet (meer) vergeven, behalve brug 2177, een verdwenen brug in Park Frankendael.